# Wo Shing Wo
Wo Shing Wo (en chinois traditionnel 和勝和) est une triade originaire de Hong Kong, maison mère du Groupe Wo. Il s'agit d'une des plus anciennes triades de Hong-Kong, et sa structure est toujours proche de la tradition originelle.

## Historique
La Wo Shing Wo a été créée à Sham Shui Po en 1930, utilisant la cérémonie d'initiation traditionnelle des sociétés secrètes Tiandihui. Elle se structure très rapidement et compte, dès 1932, plus de 15 subdivisions dans différentes Chinatowns à l'étranger. Elle s'accroît significativement à partir de 1950, et passe de 5 000 à 70 000 membres en recrutant des villageois de Chine fuyant à Hong-Kong.
Le groupe Wo se restructure en 1997, dans la perspective de la rétrocession de Hong-Kong. Son influence est croissante à l'étranger dans les années 2000, notamment au Japon, en Thaïlande, en Australie et en Angleterre (surtout à Londres et Manchester) et en 2020 également en France et en Belgique.
Elle est concurrencée par les 14K, Ah Kong,  Wo On Lok avec laquelle elle a eu des démêlés sanglants dans les années 2005/2006 et par la Sun Yee On avec laquelle elle est en guerre larvée depuis 2019. 
Elle coopère en 2020 avec le Grand Cercle, la triade implantée en Chine continentale avec l’accord tacite des autorités politiques chinoises.